# Lamborghini Centenario
Der Lamborghini Centenario LP 770-4 ist ein Supersportwagen des italienischen Automobilherstellers Lamborghini. Der Centenario ist eine Hommage an Ferruccio Lamborghini und wurde zu seinem 100. Geburtstag produziert.

## Geschichte
Die Coupé-Version wurde auf dem Genfer Auto-Salon 2016 vorgestellt, die Roadster-Version auf dem Pariser Autosalon 2016. Anlass für die Produktion des Fahrzeugs ist der 100. Geburtstag des Firmengründers Ferruccio Lamborghini. Der Name Centenario kommt aus dem Italienischen und bedeutet „Hundertjahrfeier“. Das Modell ist auf 40 Fahrzeuge limitiert, schon vor der öffentlichen Präsentation waren die 20 Coupés und die 20 Roadster verkauft. Sie wurden bis Ende 2017 ausgeliefert.

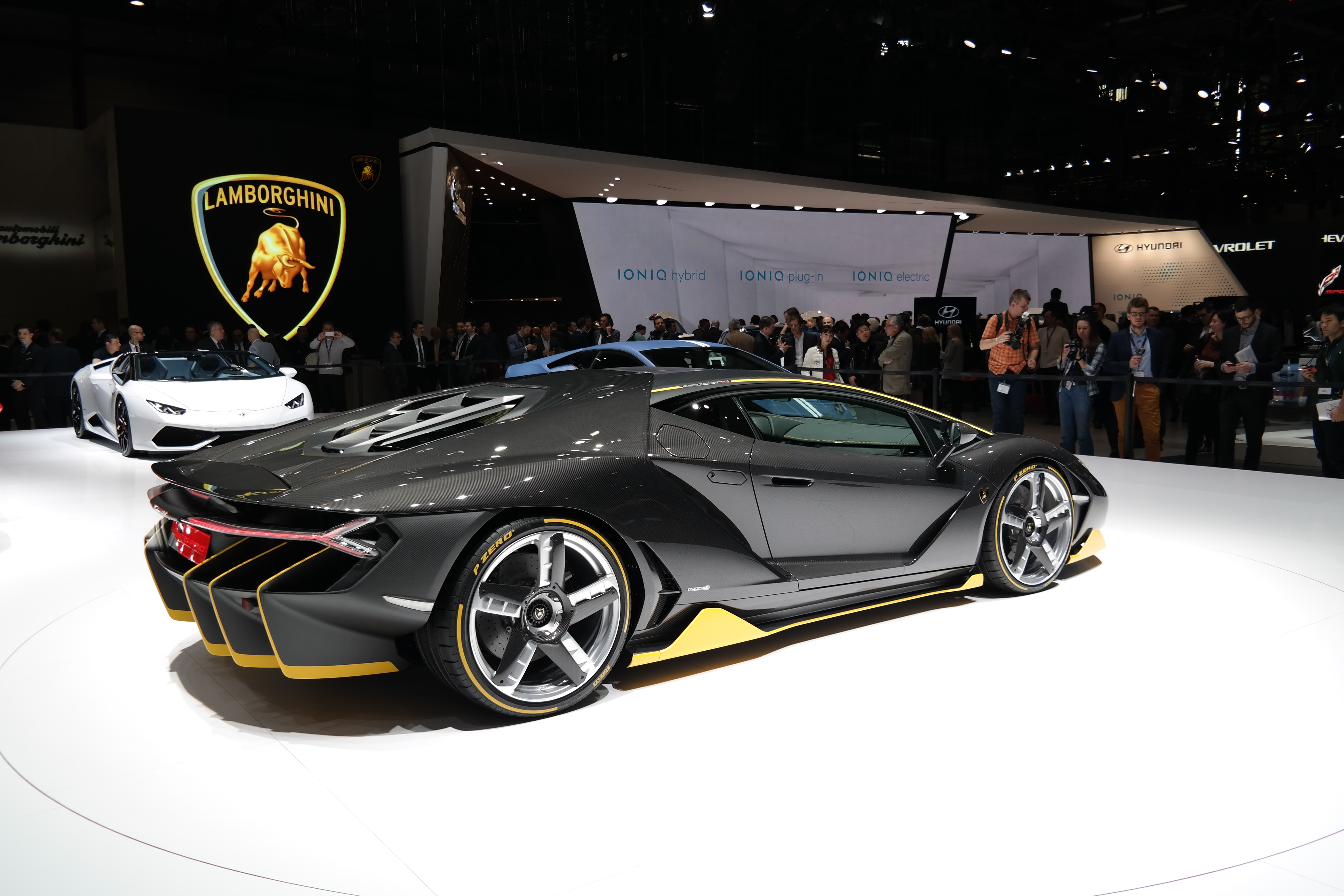
Heckansicht
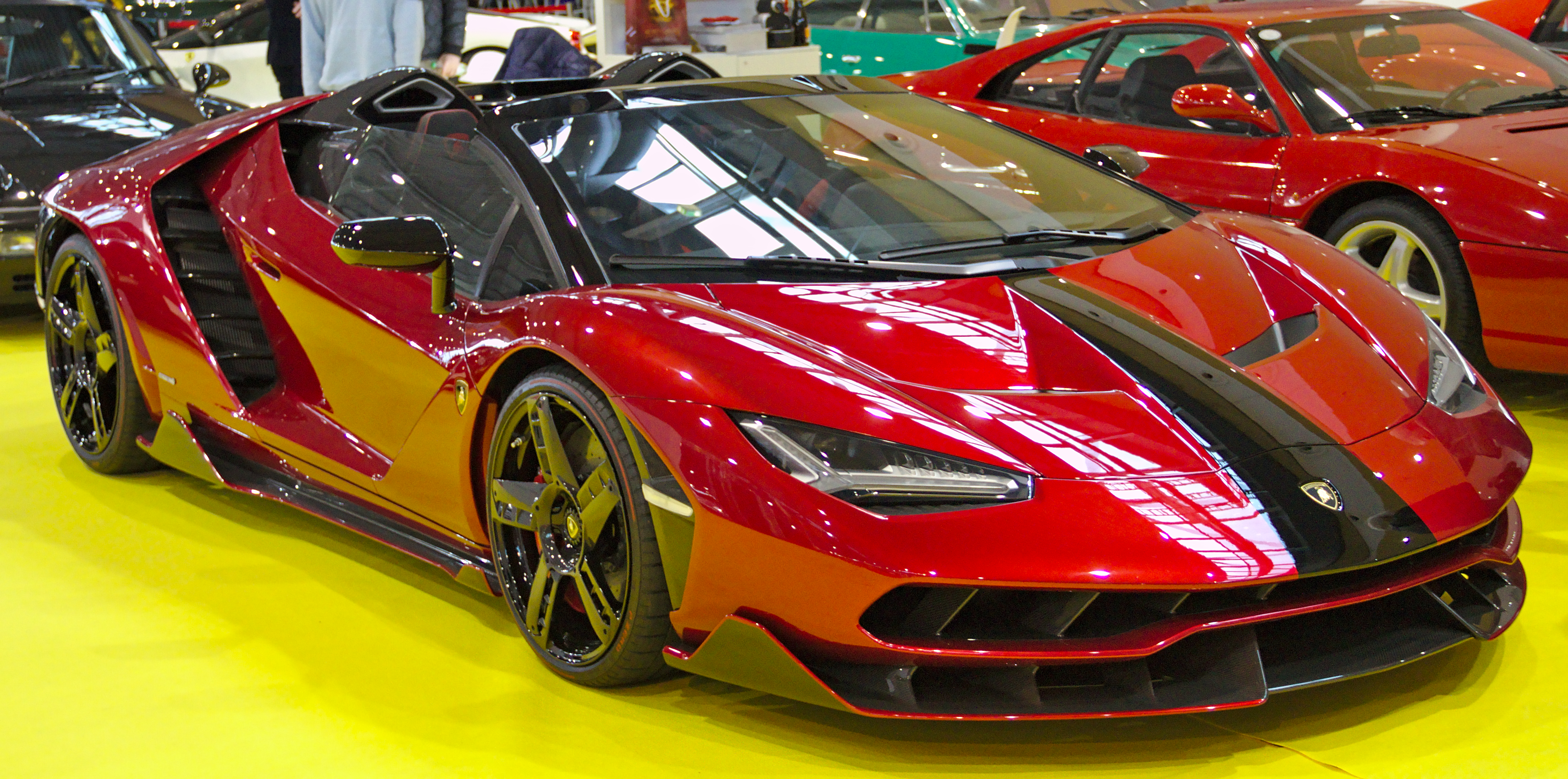
Lamborghini Centenario Roadster LP 770-4
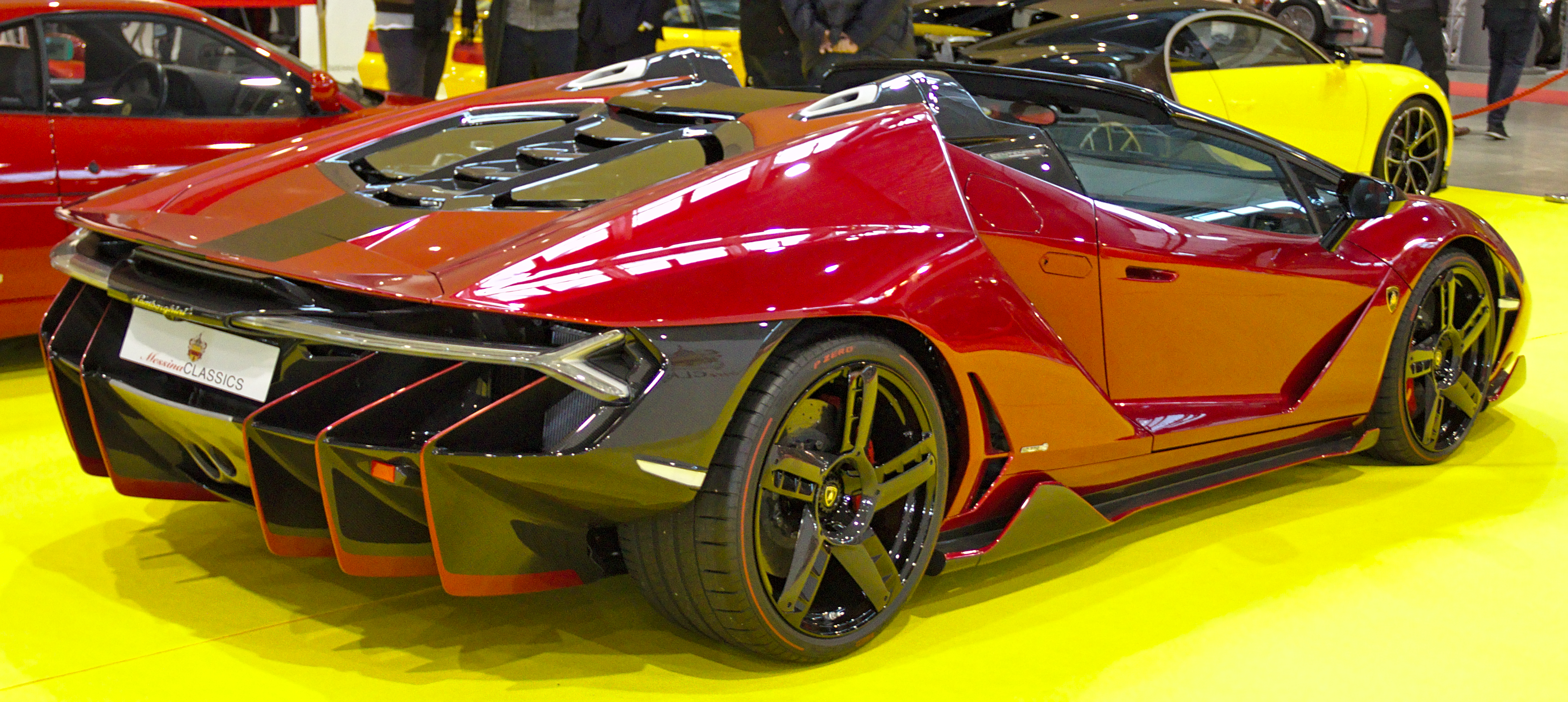
Heckansicht
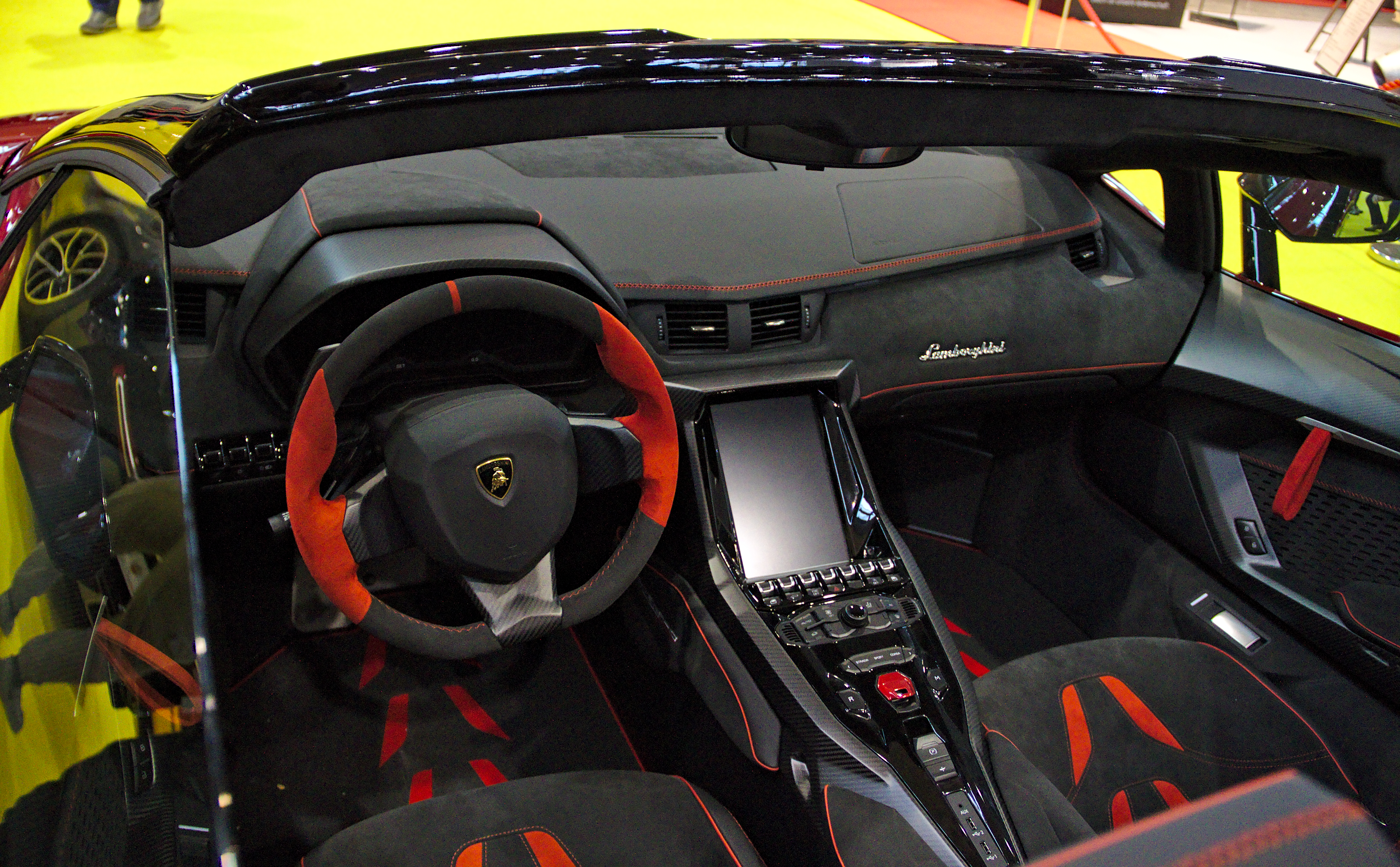
Innenansicht

## Technische Daten
Technisch basiert der Centenario auf dem Lamborghini Aventador, sein V12-Motor leistet mit 566 kW (770 PS) jedoch etwas mehr.
|                         | Lamborghini Centenario LP 770-4                   | Lamborghini Centenario Roadster LP 770-4          |
| Motor, Einbauort        | V12 MPI, hinten längs                             | V12 MPI, hinten längs                             |
| Zylinderbankwinkel      | 60°                                               | 60°                                               |
| Ventile/Nockenwellen    | 4 pro Zylinder/4                                  | 4 pro Zylinder/4                                  |
| Hubraum                 | 6498 cm³                                          | 6498 cm³                                          |
| Bohrung × Hub           | 95,0 × 76,4 mm                                    | 95,0 × 76,4 mm                                    |
| Verdichtungsverhältnis  | 11,8 : 1                                          | 11,8 : 1                                          |
| Leistung bei 1/min      | 566 kW (770 PS)/8500                              | 566 kW (770 PS)/8500                              |
| Drehmoment bei 1/min    | 690 Nm/5500                                       | 690 Nm/5500                                       |
| Antrieb                 | Allradantrieb mit Haldex-Kupplung                 | Allradantrieb mit Haldex-Kupplung                 |
| Getriebe                | 7-Gang-ISR-Getriebe                               | 7-Gang-ISR-Getriebe                               |
| Lenkung                 | Allrad-Lenkung LDS (Lamborghini Dynamic Steering) | Allrad-Lenkung LDS (Lamborghini Dynamic Steering) |
| Länge × Breite × Höhe   | 4924 mm × 2062 mm × 1143 mm                       | 4924 mm × 2061 mm × 1158 mm                       |
| Radstand                | 2700 mm                                           | 2700 mm                                           |
| Trockengewicht          | 1520 kg                                           | 1570 kg                                           |
| EU-Normverbrauch/100 km | 16,0 l Super Plus                                 | 16,0 l Super Plus                                 |
| CO2-Ausstoß             | 370 g/km                                          | 370 g/km                                          |
| Vmax                    | 350 km/h                                          |                                                   |
| 0–100 km/h              | 2,8 s                                             | 2,9 s                                             |
| 0–200 km/h              | 8,6 s                                             |                                                   |
| Tankinhalt              | 90 l                                              | 90 l                                              |